# Condado de Tipton (Tennessee)
El condado de Tipton (en inglés: Tipton County, Tennessee), fundado en 1823, es uno de los 95 condados del estado estadounidense de Tennessee. En el año 2000 tenía una población de 51.271 habitantes con una densidad poblacional de 43 personas por km². La sede del condado es Covington.

## Geografía
Según la Oficina del Censo, el condado tiene un área total de 1230 km² (474,9 mi²), de la cual 1190 km² (459,5 mi²) es tierra y 40 km² (15,4 mi²) es agua.

### Condados adyacentes
- Condado de Lauderdale norte
- Condado de Haywood este
- Condado de Fayette sureste
- Condado de Shelby sur
- Condado de Crittenden suroeste
- Condado de Misisipi noroeste

## Demografía
En el 2000 la renta per cápita promedia del condado era de $41,856, y el ingreso promedio para una familia era de $46,807. El ingreso per cápita para el condado era de $17,952. En 2000 los hombres tenían un ingreso per cápita de $35,611 contra $23,559 para las mujeres. Alrededor del 12.10% de la población estaba bajo el umbral de pobreza nacional.
| 1900   | 1910   | 1920   | 1930   | 1940   | 1950   | 1960   | 1970   | 1980   | 1990   | 2000   |
| ------ | ------ | ------ | ------ | ------ | ------ | ------ | ------ | ------ | ------ | ------ |
| 29.273 | 29.459 | 30.258 | 27.498 | 28.036 | 29.782 | 28.564 | 28.001 | 32.930 | 37.568 | 51.271 |

## Lugares

### Ciudades y pueblos
- Atoka
- Brighton
- Burlison
- Covington
- Drummonds
- Garland
- Gilt Edge
- Mason
- Munford

### Comunidades no incorporadas
- Randolph
- Reverie